# Farnham Knights
Die Farnham Fast Lane Knights (vormals auch Farnham Knights, Farnham Personal Assurance Knights oder PA Knights) sind ein American-Football-Verein aus der südenglischen Stadt Aldershot in der Grafschaft Hampshire.

## Geschichte
Gegründet wurden die Knights 1984, nach den ersten Spielen 1985 starteten sie 1986 erstmals im Ligabetrieb. Nach dem Zusammenschluss mit den Hampshire Cavaliers im Jahr 1994 änderte das Team den Namen in Southern Seminoles. 1997 änderte sich der Name in Personal Assurance Knights, benannt nach dem Hauptsponsor Personal Assurance. Weitere Namensänderungen folgten, aktuell ist der Name Farnham Fast Lane Knights, ebenfalls benannt nach dem Hauptsponsor Fast Lane.
Zwischen 2003 und 2006 nahmen die Knights vier Mal am EFAF Cup teil. 2004 erreichten sie das Endspiel, welches sie gegen die Papa Joe’s Tyrolean Raiders mit 0:45 verloren.

## Erfolge
Nach zwei Vizemeisterschaften in den Jahren 1992 (26:30-Niederlage gegen die Clydesdale Colts in der BNGL) und 2002 (15:42-Niederlagen gegen die London O's) errangen die Knights im Jahr 2004 ihren größten Vereinserfolg. Im BritBowl 2004 schlugen sie die London O's mit 28:14 und wurden erstmals britischer Meister. 2005 erreichten sie erneut das Finale unterlagen aber den London O's knapp mit 19:21.

### Herren
- BSL-Division-One-Sieger 2004
- EFAF-Cup-Finalist 2004
- BSL-Division-One-Finalist 2002
- BSL-Division-Two-Sieger 2000, 1997, 1987
- BNGL-National-Finalist 1992
- Conference-Sieger 2004, 2000, 1987
- National-Passball-Champions 1993

### Jugend
- British-Youth-Kitted-Sieger 1996
- British-Youth-Kitte-Finalist 2007, 1998, 1997, 1994
- Youth-Kitted-Conference-Sieger 1998, 1997, 1996, 1994, 1992, 1991
- British Junior Kitted Bowl 2004
- Youth-Two-Touch-Conference Sieger 1989